# Steven Chu
Pour les articles homonymes, voir Chu.
Steven Chu, né le 28 février 1948 à Saint-Louis (Missouri), est un physicien et homme politique américain. Il est co-lauréat avec Claude Cohen-Tannoudji et William D. Phillips du prix Nobel de physique de 1997 pour leurs recherches sur le refroidissement et la capture d'atomes par laser. Il est secrétaire à l'Énergie entre 2009 et 2013 dans l'administration du président Barack Obama.

## Biographie

### Études
Né de parents immigrants chinois, Steven Chu reçoit son baccalauréat universitaire en 1970 de l'université de Rochester et son doctorat de l'université de Californie à Berkeley en 1976, puis reste deux ans à Berkeley comme chercheur post-doctoral avant de rejoindre les laboratoires Bell. C'est dans ces laboratoires que lui et son équipe travaillent sur le refroidissement d'atomes par laser.

### Carrière scientifique
Il est co-lauréat avec Claude Cohen-Tannoudji et William D. Phillips du prix Nobel de physique de 1997 « pour le développement de méthodes servant à refroidir et à confiner des atomes à l'aide de la lumière laser ». Il quitte les laboratoires Bell en 1987 pour devenir professeur de physique à l'université Stanford dont il dirige le département de physique de 1990 à 1993 et de 1999 à 2001. Il est engagé comme directeur du Lawrence Berkeley National Laboratory en 2004. Depuis 2020, il est président du Conseil scientifique de l'École supérieure de physique et de chimie industrielles de la ville de Paris.

### Secrétaire à l'Énergie des États-Unis
Le 20 janvier 2009, Steven Chu est nommé secrétaire à l'Énergie des États-Unis dans l'administration du président Barack Obama. Il est chargé de l'application du programme écologique et énergétique souhaité par le président Obama, étant lui-même partisan des énergies renouvelables. Le 1er juin 2009, il annonce ainsi la création d'un fonds de 256 millions de dollars américains afin d’améliorer l’efficience énergétique des principales industries aux États-Unis. Il a déclaré ne pas vouloir être reconduit dans ses fonctions lors du second mandat de l'administration Obama et quitte son poste en 2013. Daniel Poneman assure un intérim avant la nomination d'Ernest Moniz au poste.
Steven Chu redevient dès lors professeur à l'université Stanford.

### Vie privée
Il a participé aux conférences du Mind and Life Institute, qui a pour but de promouvoir un dialogue entre la science et le bouddhisme.
À côté de sa carrière scientifique il développe un intérêt sérieux pour le sport, comme le baseball, la natation et le cyclisme.

## Recherches
Les recherches de Chu se sont portées principalement sur la physique atomique en développant des méthodes pour refroidir et capturer des atomes en utilisant des lasers. Pendant son séjour à Stanford, ses recherches se sont étendues à la physique des polymères et à la biophysique.
Chu avec trois autres professeurs a lancé le programme Bio-X, une approche interdisciplinaire de la biologie et de la médecine.

## Distinctions
En plus du Prix Nobel de physique, Chu a obtenu une multitude de prix et de reconnaissance à travers le monde.

### Récompenses
- 1987 : Prix Herbert P. Broida[4]
- 1990 : Richtmyer Memorial Award (en)
- 1993 : Prix international du Roi Faisal en science (en) (Arabie Saoudite), avec Herbert Walther
- 1994 : William F. Meggers Award in Spectroscopy (en)[5]
- 1994 : Arthur L. Schawlow Prize in Laser Science (en)[6]
- 1995 : Prix de recherche Humboldt[7]
- 1996 : Bourse Guggenheim
- 1997 : Prix Nobel de physique, avec Claude Cohen-Tannoudji et William Daniel Phillips
- 1998 : Leçon Wolfgang-Paul (de) (Allemagne)

### Sociétés savantes
- Membre de la Société américaine de physique
- Membre de l'Académie nationale des sciences
- Membre de l'Optical Society[8]
- 2014 : Membre étranger de la Royal Society[9]
- 2018 : Membre de l'académie pontificale des sciences[10]
- 2018 : Président de l'Association américaine pour l'avancement des sciences[11]

### Honneurs
- Doctorat honoris causa de l'Université chinoise de Hong Kong
- 2007 : Doctorat honoris causa de l'Université de Boston[12]
- 2008 : Doctorat honoris causa de l'Université de Pékin
- 2009 : Doctorat honoris causa de l'Université Harvard[13]
- 2010 : Doctorat honoris causa de l'Université Washington de Saint-Louis
- 2010 : Doctorat honoris causa de l'Université Yale[14]
- 2014 : Doctorat honoris causa du Williams College[15]
- 2017 : Doctorat honoris causa du Amherst College[16]